# ハンス・ハインリヒ10世・フォン・ホッホベルク
ハンス・ハインリヒ10世・フォン・ホッホベルク（Hans Heinrich X. Graf von Hochberg, Fürst von Pleß, Freiherr von Fürstenstein, 1806年12月2日 - 1855年12月20日）は、ドイツ・プロイセンのシュタンデスヘル、実業家、鉱山経営主。プレス侯（在位：1850年 - 1855年）。

## 生涯
シレジア地方の貴族ハンス・ハインリヒ6世・フォン・ホッホベルク伯爵とその妻でアンハルト＝ケーテン＝プレス侯フリードリヒ・エルトマンの娘であるアンナ・エミーリエの間の長男として生まれた。1847年に母の弟のアンハルト＝ケーテン公ハインリヒが嗣子のないまま死去し、アンハルト＝ケーテン公爵家が断絶すると、叔父からプレス侯領を相続した。1850年、プロイセン王フリードリヒ・ヴィルヘルム4世により「プレス侯（Fürst von Pleß）」の称号を認められた。シレジア領邦議会の議長や、プロイセン第一院議員を務めた。1854年に第一院が貴族院へ改称されると同時に同議会の議長に就任したが、翌年に死去した。

## 子女
1832年1月6日にイーダ・フォン・シュテホー（Ida von Stechow, 1811年 - 1843年）と結婚し、3男1女の4人の子女をもうけた。
- ハンス・ハインリヒ11世（1833年 - 1907年） - プレス侯
- ハンス・ハインリヒ13世（1837年 - 1858年）
- アンナ（1839年 - 1916年） - 1858年にロイス＝ケストリッツ侯ハインリヒ12世と結婚、1869年にロイス＝ケストリッツ侯ハインリヒ13世と再婚
- ハンス・ハインリヒ14世・ボルコ（1843年 - 1926年） - 作曲家、1869年にシェーナイヒ＝カロラート侯女エレオノーレと結婚